# 垂珠花
垂珠花（学名：Styrax dasyanthus）为安息香科安息香属下的一个种。

## 扩展阅读
- 維基物種上的相關：垂珠花